# Carolina Loureiro
Pour les articles homonymes, voir Loureiro.
Carolina Loureiro est une actrice, mannequin et animatrice de télévision portugaise née le 23 juin 1992 à Mata Mourisca, dans le district de Leiria. 
Elle est connue pour interpréter le rôle de Nazaré Gomes dans la série Nazaré, diffusé sur SIC.

## Biographie
Elle a vécu jusqu'à ses 17 ans dans le village de Mata Mourisca, dans la municipalité de Pombal. Son père est un homme d'affaires et sa mère est éducatrice pour enfants. Ses parents sont séparés depuis ses 19 ans.
À 17 ans, elle fait ses débuts dans la série Morangos com Açucar, diffusé sur TVI, incarnant le rôle de Sara Reis, en 2011.
En 2013, elle rejoint le casting principal de la série Mundo ao Contrario, également diffusé sur TVI. En 2014, elle intègre la série O Beijo do Escorpião, pareillement sur TVI mais en tant qu'invitée.
En 2015, elle est protagoniste de la série Aposta Que Amas, diffusée sur SIC Radical. Depuis 2019, elle incarne Nazaré Gomes, personnage principal de la série Nazaré, diffusé sur SIC.
Elle a aussi présenté l'émission Fama Show sur SIC[Quand ?].
Carolina Loureiro est également une des jurées de la version portugaise de Mask Singer, A Mascara aux côtés de César Mourão, Sonia Tavares et Jorge Corrula. L'émission est présentée par João Manzarra.

### Vie privée
Elle était en couple avec le chanteur franco-portugais David Carreira entre 2015 et 2017, elle a même fait des apparitions dans quelques-uns de ses clips dont Primeira Dama, In Love, Não Fui Eu et Diz Que É So Comigo.
Elle partage sa vie avec le chanteur brésilien Vitor Kley[Quand ?][réf. nécessaire]. 

## Filmographie

### Télévision
| Année     | Titre                | Chaîne      | Rôle               | Notes                |
| --------- | -------------------- | ----------- | ------------------ | -------------------- |
| 2011-2012 | Morangos com Açúcar  | TVI         | Sara Reis          | Personnage           |
| 2013      | Mundo ao Contrario   | TVI         | Maria Jardim Malta | Personnage           |
| 2014      | O Beijo do Escorpião | TVI         | Natacha            | Participation        |
| 2015      | Aposta que Amas      | SIC Radical | Matilde            | Personnage Principal |
| 2016-     | Fama Show            | SIC         | Elle-même          | Animatrice           |
| 2019-     | Nazaré               | SIC         | Nazaré Gomes       | Personnage Principal |
| 2020      | A Mascara            | SIC         | Elle-même          | Jurée                |

### Cinéma
| Année | Titre  | Rôle | Notes |
| ----- | ------ | ---- | ----- |
| 2012  | Partir | Eva  |       |